# 日本耳鼻咽喉科免疫アレルギー学会
日本耳鼻咽喉科免疫アレルギー学会（にほんじびいんこうかめんえきあれるぎーがっかい、英文名 Japan Society of Immunology & Allergology in Otolaryngology）は、耳鼻咽喉科及びその関連領域の臨床免疫学及びアレルギー学の進歩発展を図るとともに、会員相互の交流及び親睦を促進することを目的として1983年に設立された学会。2021年に当学会と日本耳鼻咽喉科感染症・エアロゾル学会が統合し日本耳鼻咽喉科免疫アレルギー感染症学会となった。

## 活動
- 総会の開催、会誌等の発行、学術講演会・講習会・研究会等の随時開催など[1]

## 機関誌
- 『耳鼻咽喉科免疫アレルギー』